# Rizal (Palawan)
Pour les articles homonymes, voir Rizal.
Rizal est une municipalité de la province de Palawan, aux Philippines, située sur l’île de Palawan.
Lors du recensement de 2020, sa population s'élève à 56 162 habitants.

## Géographie
Rizal est située au sud de l'île de Palawan, la principale île des Philippines entre la mer de Chine orientale et la mer de Sulu.
|                        | Quezon         |  |
| mer de Chine orientale | Rizal          |  |
| Bataraza               | Brooke's Point |  |

D'une superficie totale de 1 256,5 kilomètres carrés, elle est divisée administrativement en 11 barangays : 
- Bunog
- Campong Ulay
- Candawaga
- Canipaan
- Culasian
- Iraan
- Latud
- Panalingaan
- Punta Baja|
- Ransang
- Taburi

## Histoire
Rizal fait originellement partie de la municipalité de Quezon sous le nom de Tarumpitao Point ; elle devient une municipalité distincte en 1983 sous le nom de Marcos ; elle est renommée Rizal en 1987, en hommage à José Rizal (1861-1896), écrivain, engagé dans la lutte pour l'émancipation du peuple philippin pendant la colonisation espagnole.
| 1990  | 1995  | 2000  | 2007  | 2010  | 2015  | 2020  |
| ----- | ----- | ----- | ----- | ----- | ----- | ----- |
| 16819 | 31745 | 21876 | 35487 | 42759 | 50096 | 56153 |